# André Lejay
André Paul Lejay, né le 13 juin 1901 à Fontainebleau et mort le 15 décembre 1983 à Madrid, est un officier général français. C'est grâce à lui qu'est créé en 1952, l'aviation légère de l'observation de l’artillerie (ALOA) et qui deviendra en 1954 l'aviation légère de l'Armée de terre (ALAT). Il est ainsi le premier commandant de ces dernières jusqu'en 1957.

## Biographie
André Lejay, fils d'officier de cavalerie, intègre l'école polytechnique et choisit à sa sortie en 1922 l'artillerie. Il continue sa carrière d'officier en France et à l'étranger. Il passe son brevet de pilote en 1930.
Pendant la seconde guerre mondiale, il est lieutenant-colonel à l'Etat-major de la l'artillerie divisionnaire de la 4ème division marocaine de montagne. À l'époque, selon le modèle américain, dans l'aviation de reconnaissance et d'observation, les pilotes, avions et mécaniciens sont fournis par l'Armée de l'air, les observateurs sont issus de l'Armée de terre. Cependant, au fur et à mesure du temps, l'Armée de terre, à partir de la campagne d'Italie, prend l'entièreté de la mission à sa charge. Ainsi, le lieutenant-colonel Lejay dirige et rempli ces missions (citation à l'ordre du Corps d'armée).
En 1946, il devient le commandant du Cours Pratique d'Observation Aérienne de Mayence (C.P.O.A.).
Entre 1946 et 1952 se déroule de vaines tentatives de conciliation entre l'Armée de l'air (qui a repris ses pilotes, avions et mécaniciens) et l'Armée de terre (qui possède les observateurs). Très actif et persuadé de sa juste réflexion, André Lejay obtient enfin la création du commandement de l'ALAT en 1954. Il en prend le commandement avec le grade de général (1955).
Les choix stratégiques d'emploi et les types d'appareils à utiliser sont difficiles à prendre et le général se heurte encore une fois à de nombreuses oppositions. Son caractère entier et sa fidélité à ses options lui valent d'être muté en 1957 (inélégamment) dans un service ne correspondant pas à ses compétences. Il prend sa retraite en 1959. 

## Distinctions et mémoire
- La base Ecole d'Application EA ALAT école porte son nom (Le Cannet-des-Maures)[4],[5].
- Les décorations : votre aide est la bienvenue.